# Форвардный валютный курс
Форвардный валютный курс (англ. forward exchange rate) — это прописанный в форвардном контракте коммерческого банка с инвестором валютный курс, по которому банк готов произвести обмен валюты в установленную будущую дату. Форвардный обменный курс является видом форвардной цены. Транснациональные компании, банки и иные финансовые институты заключают форвардные контракты в целях хеджирования валютных рисков. Хеджируются как кредиторская, так и  дебиторская задолженности, деноминированные в иностранной валюте. Хеджируются преимущественно крупные транзакции, для малых же применяются фьючерсные контракты. Различие обусловлено тем, что форвардные сделки являются внебиржевыми и позволяют банкам точнее детализировать условия. Фьючерсные контракты, напротив, стандартизированы и торгуются на бирже. Как правило, банки предлагают форвардные курсы твёрдых валют с датой поставки в один, три, шесть, девять или двенадцать месяцев. Иногда предлагаются котировки с датой поставки в пять или десять лет.
Форвардный валютный курс определяется на базе паритета между наличным курсом и разницей между процентными ставками двух валютных зон. Данный паритет является равновесием валютного рынка, когда возможности извлечения процентной арбитражной прибыли устраняются. Если в равновесии ставки не равны, уравнение паритета подразумевает, что форвардный курс включает премию или, наоборот, дисконт, которые отражают процентный дифференциал. Форвардные курсы составляют важный элемент теории прогнозирования будущих наличных курсов — исследователи в области финансовой экономики выдвинули гипотезу, согласно которой форвардный курс точно предсказывает наличный курс. Попытки эмпирической проверки гипотезы дали смешанные результаты.

## Связь с покрытым паритетом процентных ставок
Покрытый паритет процентных ставок представляет собой условие отсутствия арбитража на валютном рынке при наличии доступа на рынок форвардов. Инвесторы заключают форвардные контракты, тем самым «покрывая» валютные риски — неожиданные скачки валютного курса. Переставив члены в уравнении покрытого паритета, можно представить форвардный курс как функцию трёх переменных: наличного курса, отечественной ставки процента и зарубежной ставки. Фактически это означает, что форвардный курс есть цена форвардного контракта, стоимость которого производна от цен на спотовые контракты и дополнительной информации об имеющихся процентных ставках.
Соблюдение покрытого паритета процентных ставок означает, что отечественные инвесторы безразличны между вкладом в национальной валюте и вкладом в иностранной, которая получена по наличному курсу и по истечении срока вновь обменена на отечественную по форвардному курсу. Арбитраж невозможен, поскольку доходность вкладов в национальной валюте, 1+id, равна доходности вклада в иностранной, [S/F](1+if). Если бы они не были уравнены с помощью форвардных контрактов, инвесторы могли бы зарабатывать на разнице, занимая в стране с низкой ставкой и делая вклад в валюте страны с высокой ставкой. Для прямой котировки валюты (курс иностранной валюты выражен в единицах национальной) справедлива следующая формула:
{\displaystyle (1+i_{d})={\frac {F}{S}}(1+i_{f})}
где
F — форвардный валютный курс;
S — текущий наличный курс;
id — процентная ставка в базовой валютной зоне;
if — процентная ставка в котируемой валютной зоне.
Перенеся члены, получаем
{\displaystyle F=S{\frac {(1+i_{d})}{(1+i_{f})}}}
Формула предсказывает, что валюта с более высокими процентными ставками будет обесцениваться против валюты с более низкими ставками, и наоборот.

## Форвардная премия и форвардный дисконт
Равновесие, проистекающее из отношения между форвардным и наличным курсами в контексте покрытого паритета процентных ставок, устраняет (полностью или частично) несовершенства рынка, связанные с появлением арбитража. Даже если соответствующие возможности появляются, они скоротечны. Установление равновесия при разных процентных ставках в общем случае требует отклонения форвардного курса от наличного курса. Отклонение называется премией (если форвардный курс превышает наличный курс) или дисконтом (в противном случае), выражая процентный дифференциал. Приводимые ниже выкладки демонстрируют алгоритм расчёта премии (дисконта).
Форвардный курс отличается от наличного курса на размер премии или дисконта:
{\displaystyle F=S(1+P)}
где
P — форвардная премия (больше нуля) или дисконт (меньше нуля).
Переставляя члены уравнения, имеем
{\displaystyle P={\frac {F}{S}}-1}
На практике форвардные премии (дисконты) выражаются как процентные (в годовом исчислении) отклонения от наличного курса. В этом случае необходимо учитывать количество дней до поставки
{\displaystyle P_{N}=({\frac {F}{S}}-1){\frac {360}{d}}}
где
N — срок поставки для данной котировки;
d — количество дней до поставки.
Например, чтобы вычислить форвардную премию (дисконт) по котировке со сроком поставки шесть месяцев и 30 днями до истечения срока, имея наличный курс 1,2238 $/€ и форвардный курс 1,2260 $/€, необходимо решить:
{\displaystyle P_{6}=({\frac {1.2260}{1.2238}}-1){\frac {360}{30}}=0.021572=2.16\%}
Результат — 0,021572 — положителен, поэтому в данном случае имеет место премия. Вывод: евро торгуется с премией 2,16% по отношению к доллару.

## Прогнозирование будущего наличного курса
Гипотеза о несмещённости гласит, что в условиях рациональных ожиданий и нейтральности к риску форвардный курс является несмещённым прогнозом будущего наличного курса. В простейшем виде, без введения в уравнение премии за риск гипотеза выглядит так:
{\displaystyle F_{t}=E_{t}(S_{t+k})}
где
{\displaystyle F_{t}} — форвардный валютный курс в период t;
{\displaystyle k} — положительное количество периодов;
{\displaystyle E_{t}(S_{t+k})} — ожидаемый будущий наличный курс в период t + k.
Установление причин, по которым гипотезы опровергается эмпирически — открытая проблема финансовой науки. Однозначного подтверждения коинтеграции между форвардным и будущим наличным курсами нет, эмпирический анализ даёт смешанные результаты. Регрессионный анализ позволил установить, что наблюдаемые изменения наличного курса зависят от размера форвардной премии отрицательно. Авторами предложено несколько объяснений феномена. Одно из них связано с ослаблением допущения о нейтральности к риску.
Приведённое далее уравнение выражает связь между форвардным курсом и будущим наличным курсом с премией за риск (не путать с форвардной премией):
{\displaystyle F_{t}=E_{t}(S_{t+1})+P_{t}}
где
{\displaystyle P_{t}} — премия за риск.
Введя в уравнение текущий наличный курс, можно найти форвардный дифференциал — разницу между форвардным курсом и текущим наличным курсом:
{\displaystyle F_{t}-S_{t}=E_{t}(S_{t+1}-S_{t})+P_{t}}
Юджин Фама предположил. что эмпирическое опровержение гипотезы обусловлено вариацией во времени, которую демонстрирует премия за риск. Он также допустил наличие вариации в другом компонента форвардного дифференциала — ожидаемом изменении наличного курса. Многократные попытки валидации его результатов наконец показали, что гипотеза о несмещённости отвергается и на данных с варьирующейся премией за риск, и на данных с постоянной премией за риск. Условное смещение также трактуют как экзогенный фактор, вызванный политикой сглаживания процентных ставок и стабилизации валютного курса. Согласно другому объяснению, избыточная доходность на форвардном рынке связана с дискретным характером изменений в экономике. Некоторые исследователи скептически воспринимали опровержение гипотезы данными, указывая на наличие противоположных результатов. Расхождение в результатах они пытались объяснить низким качеством данных и даже неверным выбором длительности форвардных контрактов. Показано, что форвардный курс служит полезной переменной, заменяющей будущий наличный курс, чья  премия за ликвидность на заре эпохи плавающих курсов в 1970-е годы в среднем равнялась нулю. Тестирование структурной устойчивости коинтегрированных временных рядов наличного и форвардного курсов с помощью эндогенных разрывов подтвердило выполнение гипотезы как в краткосрочной, так и в долгосрочной перспективе.